# Емир на Катар
Емирът на Катар (араб. أمير دولة قطر) е главата на държавата Катар. Принадлежи към династията Ал-Тани (на арабски: آل ثاني), която произлиза от Бану Тамим, едно от най-големите арабски племена. Изпълнителната власт се осъществява от емира заедно с Министерския съвет. Министерският съвет участва в изпълнението на задълженията на емира, както и в управлението на държавата в съответствие с разпоредбите на Конституцията и закона.
Държавата Катар възниква през 1850 г., за неин основател се смята Мохамед бин Тани. Държавният глава се е наричал хаким. Ал-хаким е едно от 99-те имена на Аллах (освен владетел думата означава „най-мъдър“, също лекар мюсюлманин, лекуващ по правилата на традиционната арабска медицина).
Катар става независима държава на 3 септември 1971 г. и оттогава владетелят се нарича емир (амир).
Управлението на държавата се осъществява по наследство от семейство Ал-Тани по мъжка линия. Престолът трябва да се предаде на син, който се нарича „безспорен наследник на емира“. Ако емирът няма син, тронът се заема от член на семейството на емира, когото емирът посочва за свой наследник. След семеен съвет и среща със старейшините емирът издава указ за назначаване на наследник. Престолонаследникът трябва да е мюсюлманин и син на мюсюлманка.
| Име                        | Начало на управлението | Край на управлението |
| -------------------------- | ---------------------- | -------------------- |
| Тани бин Мохамед           | 22 февруари 1825       | 1850                 |
| Мохамед бин Тани           | 12 септември 1850      | 18 декември 1878     |
| Джасим ибн Мохамед ал-Тани | 18 декември 1878       | 17 юли 1913          |
| Абдула ибн Джасим ал-Тани  | 17 юли 1913            | 20 август 1949       |
| Али ибн Абдула ал-Тани     | 20 август 1949         | 24 октомври 1960     |
| Ахмад ибн Али ал-Тани      | 24 октомври 1960       | 22 февруари 1972     |
| Халифа ибн Хамад ал-Тани   | 27 февруари 1972       | 27 юни 1995          |
| Хамад бин Халифа ал-Тани   | 27 юни 1995            | 26 юни 2013          |
| Тамим ибн Хамад ал-Тани    | 26 юни 2013            | (действащ)           |